# Cotton Supply Association
La Cotton Supply Association, créée en 1828 ou 1857, selon les sources, à Manchester, était une structure créée par les industriels de Manchester, qui ont succédé aux premiers entrepreneurs du coton britannique.
L'association voulait promouvoir la culture du coton sur tous les continents et dans ce but lançait des concours dotés de prix, organisés chaque année, pour récompenser les meilleures plantations. Ses statuts prévoyaient qu'elle n'avait pas pour mission d'organiser elle-même la culture du coton mais de lever les obstacles à cette culture. La couverture très importante par la presse britannique des évènements dramatiques du Bleeding Kansas, accompagnant la création du Territoire du Kansas entre 1852 et 1854, avaient généré chez les industriels britanniques la prise de conscience que leur approvisionnement en coton américain pouvait être fragilisé par les troubles liés à la question de l'esclavage.
Elle a contribué à 'histoire de la culture du coton en Inde en encourageant les cultures de l’Inde centrale. Les industriels de Manchester souhaitaient ainsi se prémunir contre une éventuelle révolte noire dans les plantations des nouveaux États esclavagistes du sud des États-Unis: Alabama, Louisiane et Mississippi. 
Créé le 12 juin 1902 à Manchester par des industriels britanniques, la British Cotton Growing Association (Association britannique des planteurs de coton), au capital de 500 000 livres sterling, lui succède avec pour but de promouvoir la culture du coton dans l'ensemble de l'Empire britannique.